# 대마도의 날
대마도의 날(對馬島-日)은 일본 시마네현의 2월 22일 다케시마의 날 조례 제정에 대응해 2005년 3월 18일에 당시 마산시 의회가 조례를 통해 제정한 기념일이다.

## 최초 제정
경상남도 마산시의회는 일본 시마네현 의회가 다케시마의 날 조례를 제정한 데에 대응해 2005년 3월 18일 대마도의 날 조례를 제정했다. 시의회는 이날 오후 109회 임시회를 열고 ‘대마도의 날 조례’안을 긴급 상정해 30명의 의원 가운데 출석의원(29명) 전원 찬성으로 가결했다.
이날 제정된 조례는 쓰시마섬이 한국 영토임을 대내외에 각인시키며 영유권 확보를 목적으로 하고, 조선 초기 이종무 장군이 대마도 정벌을 위해 마산포를 출발한 6월 19일을 대마도의 날로 정한다는 것 등을 주요내용으로 하고 있다.
시의회는 당초 이날 시마네현의 다케시마의 날 조례 폐기 촉구 결의안을 논의하다 공격적으로 하자는 분위기가 강해 ‘대마도의 날’ 조례 제정을 추진했다.
이에 대해 대한민국 외교통상부는 대변인 논평을 통해 “불필요한 논란을 유발할 가능성이 높다” 하여 자제를 부탁했다.

## 개정안 제정
2012년 12월 11일에 창원시 의회가 본회의를 통해 '대마도의 날 조례 전부개정 조례안'을 통과시켰다. 기존 마산시 의회에서 제정된 '대마도의 날 조례'의 이름이 '창원시 대마도의 날 조례'로 바뀌었다. 조례 목적에 객관적인 사료를 근거로 하여 대한민국 국민과 세계인의 올바른 여론을 형성한다는 내용이 포함됐다.

## 같이 보기
- 독도의 날
- 다케시마의 날
- 독도
- 쓰시마섬(대마도)
- 센카쿠 제도 개척의 날